# Nunvlinder
De Nunvlinder (Orthosia gothica) is een nachtvlinder uit de familie van de Noctuidae (uilen) met een spanwijdte van 30 tot 40 millimeter. De vlinder komt verspreid door Europa voor. De Nunvlinder overwintert als pop in de grond.
De kleur van de voorvleugel varieert meestal van grijs tot roodbruin, maar ook bijna zwarte en zandkleurige exemplaren komen voor. De soort is het best te onderscheiden van andere voorjaarsuilen door de vlek waarnaar hij is vernoemd. Deze heeft vorm van de Hebreeuwse letter Noen (נ). Vooral bij roodachtige exemplaren is de vlek echter in dezelfde kleur als de rest van de voorvleugel, en alleen door de lichte rand bij de stigmata te onderscheiden.

## Voedsel
De waardplanten zijn diverse bomen en planten, zoals de welriekende salomonszegel, eik, wilg, berk, meidoorn, brandnetel, bosbes, zuring en moerasspirea.

## Verspreiding in Nederland en België
De nunvlinder is in Nederland en België een gewone soort die verspreid over de hele regio voorkomt. De vliegtijd is van maart tot mei in één generatie.